# Драго Галић
Драго Галић (Бијача, 5. фебруар 1936 — Панчево, 21. јун 1964.) био је српски сликар. 

## Биографија
Драго Галић је Школу за примењену уметност завршио 1956. у Сарајеву, а Академију ликовних уметности завршио је 1962. у Београду. Погинуо је у 29. години живота на Железничкој станици у Панчеву.